# Pocinho
Pocinho es una aldea portuguesa situada en la freguesía de Vila Nova de Foz Côa, del municipio de Vila Nova de Foz Côa y distrito de Guarda.

## Geografía
La aldea está situada a orillas del río Duero.

## Patrimonio
En esta localidad se encuentra el embalse del mismo nombre. Cuenta con un nudo ferroviario que conectaba Oporto con las poblaciones del planalto mirándes y otras zonas de Trás-os-Montes mediante la línea del Sabor, que llegaba a Duas Igrejas, cerrada al tráfico en 1988 y hoy abandonada. La línea del Duero continuaba hasta la frontera con España, siguiendo el curso del río Duero, hasta Barca de Alba y La Fregeneda.
En esta localidad se sitúa también el Centro de Alto Rendimiento de Pocinho, especialmente equipado para el entrenamiento de atletas de alto nivel.